# Reichenbach am Heuberg
Reichenbach am Heuberg é um município da Alemanha, no distrito de Tuttlingen, na região administrativa de Freiburg , estado de Baden-Württemberg.